# Ołeksandr Wojtiuk
Ołeksandr Rostysławowycz Wojtiuk (ukr. Олександр Ростиславович Войтюк, ros. Александр Ростиславович Войтюк, Aleksandr Rostisławowicz Wojtiuk; ur. 5 stycznia 1965 w Łucku) – ukraiński piłkarz, grający na pozycji obrońcy, a wcześniej pomocnika, trener piłkarski.

## Kariera piłkarska

### Kariera klubowa
W 1984 rozpoczął karierę piłkarską w klubie SKA Karpaty Lwów. Od 1989 często zmieniał kluby, bronił barw klubów Wołyń Łuck, Hałyczyna Drohobycz, Bukowyna Czerniowce, Torpedo Zaporoże, Weres Równe, Skała Stryj i Hazowyk Komarno. W 1996 przeszedł do rosyjskiego klubu Łucz Władywostok. Karierę piłkarską kończył w zespole Dynamo Lwów.

## Kariera trenerska
Po zakończeniu kariery piłkarskiej najpierw trenował dzieci w Akademii Piłkarskiej Myrona Markewicza. Od lutego 2006 pomagał trenować drugą drużynę Karpat Lwów. Potem pomagał trenować drużynę rezerw Karpat.

## Sukcesy i odznaczenia

### Sukcesy klubowe
- brązowy medalista Pierwoj Ligi ZSRR: 1984, 1985